# Avenged Sevenfold
Avenged Sevenfold (abreviată ca A7X) este o formație heavy metal din Huntington Beach, California, Statele Unite. Trupa a fost fondată în anul 1999 de către vocalistul trupei M. Shadows. Numele trupei face referire la Capitolul 4 din Cartea Facerea, versetul 24, omorârea lui Abel de către Cain. Ei sunt cunoscuți pentru stilul lor divers și imaginea dramatică.
Componența actuală a formației este formată din: vocalistul principal M. Shadows, chitaristul ritmic și sprijinul vocal Zacky Vengeance, chitaristul și sprijinul vocal Synyster Gates, basistul și sprijinul vocal Johnny Christ și bateristul Brooks Wackerman.
Trupa a debutat cu albumul "Sounding the Seventh Trumpet" ce avea un stil predominant metalcore, însă în timp stilul acestora a evoluat, așa că la lansarea celui de-al treilea album "City of Evil" din 2005, s-au transformat într-o trupă de hard rock/heavy metal. În ciuda morții toboșarului The Rev, trupa a continuat să evolueze astfel încât în anul 2010 lansează cel de-al cincilea album, "Nightmare" care ajunge în scurt timp pe locul 1 în topul Billboard 200. În decursul anului 2013 vine pe piață albumul "Hail to the King" ce marchează debutul noului lor toboșar Arin Ilejay. "Hail to the King"  a ajuns pe locul 1 în topul Billboard 200, în diagrama din Marea Britanie, precum și în diagramele finlandeze, braziliene, canadiene și irlandeze. La sfârșitul anului 2014, Ilejay a părăsit formația și a fost înlocuit de fostul toboșar Bad Religion, Brooks Wackerman, dar nu a fost dezvăluit ca înlocuitor până în 2015, când trupa a anunțat plecarea lui Ilejay. Trupa surpriza a lansat al saptelea album de studio intitulat The Stage, pe 28 octombrie 2016, care a debutat pe locul 4 in topul Billboard 200 din SUA. The Stage este primul lor album conceptual și a marcat o altă schimbare stilistică pentru trupă, care se îndreaptă spre sunetul metalic progresiv.
Până în prezent, Avenged Sevenfold a lansat șapte albume de studio, un album live / DVD, două albume de compilare și 18 single-uri și au vândut peste 8 milioane de albume în întreaga lume. Avenged Sevenfold a fost clasat pe locul 47 pe lista Loudwire a celor mai bune 50 de trupe metalice din toate timpurile.

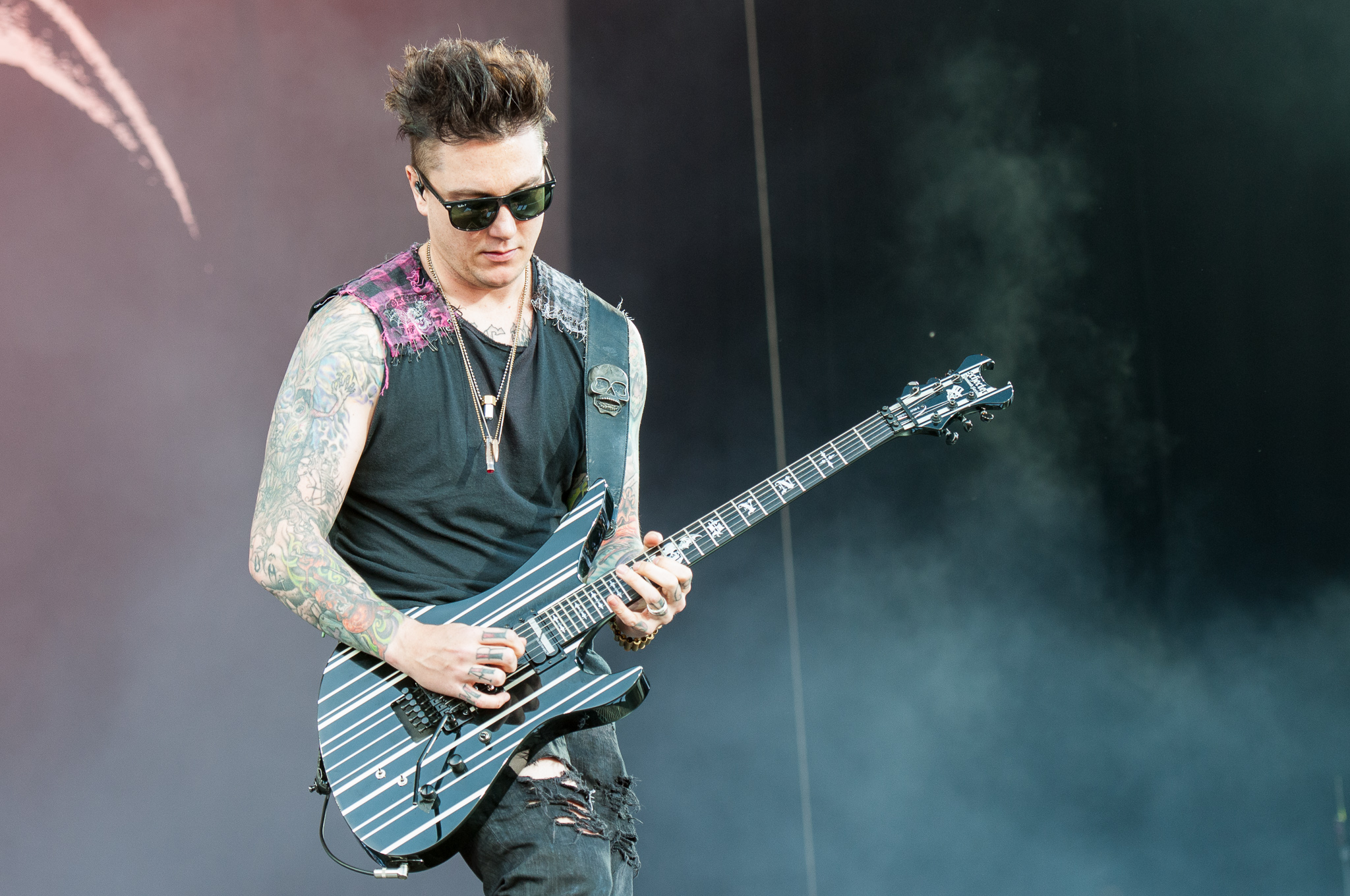
Synyster Gates

## Istoric

### Formația șiSounding the Seventh Trumpet(1999–2002)
Trupa a fost fondată în anul 1999 în Huntington Beach, California, cu membrii originali M. Shadows, Zacky Vengeance, The Rev și Matt Wendt. M. Shadows a venit cu numele ca referință la povestea lui Cain și Abel din Biblie, care poate fi găsită în Geneza 4:24, deși nu sunt o trupă religioasă. La formarea sa, fiecare membru al trupei a preluat de asemenea un pseudonim care erau deja poreclele lor de la liceu. Matt Wendt a fost ulterior înlocuit de Justin 'Sane' Meacham, care a fost anterior basistul trupei Suburban Legends.
Înainte de lansarea albumului lor de debut, trupa a înregistrat două demo-uri în 1999 și 2000. În mijlocul anului 2001, s-a raportat că Meacham a încercat să se sinucidă  consumând cantități excesive de sirop de tuse. Tentația a afectat turneul Take Action. În timpul spitalizării sale a rămas în stare proastă și a fost înlocuit de Dameon Ash. Într-un interviu, vocalistul trupei, M. Shadows, a spus despre Meacham că: "el și-a prăjit creierul și a fost într-o instituție mentală mult timp, și când ai pe  cineva din grupul tău care face asta, ruinează tot ce se întâmplă în jurul tău, și te face să vrei să faci ceva pentru a împiedica să se întâmple și altor persoane." Albumul de debut al lui Avenged Sevenfold, "Sounding the Seventh Trumpet", a fost înregistrat atunci când membrii trupei au fost în adolescență și încă în liceu. A fost lansat inițial în prima lor casă de discuri, Good Life Recordings, în 2001. Când chitaristul Synyster Gates s-a alaturat trupei după lansarea albumului, piesa de lansare "To End the Rapture" a fost re-înregistrată, având un element de trupă completă. Albumul a fost ulterior re-lansat de Hopeless Records, în 2002. Trupa a început să primească recunoaștere, interpretând trupe precum: Mushroomhead și Shadows Fall și cântând în turneul Take Action.

### Waking the FallenșiCity of Evil(2003–2005)
După ce au găsit un basist nou, anume pe Johnny Christ, grupul a lansat cel de-al doilea album de studio intitulat "Waking the Fallen" pe Hopeless Records, în august 2003. Albumul a avut o producție de sunet mult mai rafinată și mai matur decât albumul lor anterior. Trupa a primit profiluri în Billboard și The Boston Globe și au cântat în turneul Vans Warped. În 2004, Avenged Sevenfold a cântat din nou în turneul Vans Warped și a înregistrat un videoclip pentru piesa lor Unholy Confessions, care a intrat în rotație în programul de televiziune "Headbanger's Ball" de pe MTV2. La scurt timp după lansarea albumului "Waking the Fallen", Avenged Sevenfold a părăsit Hopeless Records și au semnat cu Warner Bros. Records.
City of Evil este cel de-al treilea album al trupei, a fost lansat pe data de 7 iunie 2005 și a debutat pe locul 30 în topul Billboard 200, vânzând peste 30.000 de exemplare în prima săptămână de la lansare. Acesta a folosit un sunet metalic mai clasic decât albumele anterioare ale lui Avenged Sevenfold, grupat în genul metalcore. Albumul este, de asemenea, remarcabil pentru absența țipătului și mârâitului; M. Shadows a lucrat cu antrenorul vocal, Ron Anderson - al cărui client a inclus pe Axl Rose și Chris Cornell - cu câteva luni înainte de lansarea albumului, pentru a obține un sunet care avea "pietriș în timp ce încă mai avea tonul". Albumul a primit recenzii pozitive din mai multe reviste și site-uri web și este creditat pentru propulsarea trupei în popularitate internațională.

### Avenged Sevenfold(2006-2008)
După ce au cântat în Ozzfest în anul 2006, Avenged Sevenfold a bătut memorabil cântăreții de muzică R&B, Rihanna și Chris Brown, Panic! at the Disco, Angels & Airwaves și James Blunt pentru titlul de "Cel mai bun artist nou" de la MTV Video Music Awards, datorită, în parte, piesei lor Bat Country, cântec inspirat din "Fear and Loathing in Las Vegas". Ei s-au intors în turneul "Vans Warped", de data aceasta și au continuat pe propriul turneu "Cities of Evil". În plus, single-ul lor "Bat Country" a ajuns pe locul 2 în topul Billboard Mainstream Rock Charts, pe locul 6 în Billboard Modern Rock Charts și videoclipul însoțitor a ajuns pe locul 1 în seria de televiziune "Total Request Live" de pe MTV. Propulsată de acest succes, albumul s-a vândut bine și a devenit prima înregistrare de aur a lui Avenged Sevenfold. Ulterior a fost certificată platina în august 2009. Avenged Sevenfold a fost invitat să se alăture turneului Ozzfest pe scena principală, alături de alte acte rock / heavy metal bine cunoscute, cum ar fi: DragonForce, Lacuna Coil, Hatebreed, Disturbed și System of a Down, pentru prima dată în 2006. În același an au încheiat un turneu la nivel mondial, incluzând SUA, Marea Britanie (precum și Europa continentală), Japonia, Australia și Noua Zeelandă. După o promoție de 16 luni a lui "City of Evil", formația a anunțat că anulează turneul lor din toamna anului 2006 pentru a înregistra muzică nouă. Între timp, trupa a lansat primul DVD intitulat "All Excess" pe 17 iulie 2007.  "All Excess", DVD-ul care a debutat pe locul 1 în Statele Unite ale Americii, a inclus performanțe în direct și înregistrări în spatele scenei care a cuprins cariera de opt ani a trupei. Două albume de tribut, "Strung Out on Avenged Sevenfold: Bat Wings and Broken Strings" și "Strung Out on Avenged Sevenfold: The String Tribute", au fost lansate în octombrie 2007.
Pe 30 octombrie 2007, Avenged Sevenfold a lansat albumul cu același titlu, fiind cel de-al patrulea album de studio al trupei. A debutat pe locul 4 în topul Billboard 200 cu peste 90.000 de exemplare vândute. Două single-uri, Critical Acclaim și Almost Easy au fost lansate înainte de debutul albumului. În decembrie 2007, a fost realizat un film animat pentru "A Little Piece of Heaven". Datorită subiectului controversat al piesei, Warner Brothers a lansat-o pe Internet doar la utilizatorii înregistrați MVI. Cel de-al treilea single, Afterlife și videoclipul său au fost lansate în ianuarie 2008. Cel de-al patrulea lor single, "Dear God", a fost lansat pe 15 iunie 2008. Deși recepția critică, a fost, în general, mixtă, albumul auto-intitulat a vândut peste 500.000 și a fost premiat ca "Albumul anului" la premiile Kerrang!. 
Avenged Sevenfold a intitulat turneul "Taste of Chaos 2008" cu Atreyu, Bullet for My Valentine, Blessthefall și Idiot Pilot. Au folosit înregistrările de la ultimul lor show din Long Beach pentru Live din LBC & Diamonds din Rough, un CD cu două discuri B-sides și DVD live, care a fost lansat pe 16 septembrie 2008. Au înregistrat, de asemenea, numeroase cover-uri, inclusiv piesa Walk al trupei Pantera, Flash of the Blade de Iron Maiden și Paranoid de la Black Sabbath.

### Moartea lui The Rev șiNightmare(2009-2011)
În ianuarie 2009, M. Shadows a confirmat că trupa a scris următorul album cu al patrulea album în următoarele luni. De asemenea, au cântat la Rock on the Range, în perioada 16-17 mai 2009. Pe 16 aprilie au realizat o versiune a lui Guns N 'Roses, "It's So Easy" pe scenă cu Slash, la "Nokia Theatre" din Los Angeles. Pe 28 decembrie 2009, bateristul formației James "The Rev" Sullivan a fost găsit mort în casa sa la vârsta de 28 de ani. Rezultatele autopsiei au fost neconcludente, dar la 9 iunie 2010, cauza decesului a fost dezvăluită ca fiind o "intoxicare acută cu policarbura datorată efectelor combinate ale oxicodonei, oximorfonei, diazepamului / nordiazepamului și etanolului". Printr-o declarație a trupei, ei și-au exprimat durerea asupra morții lui The Rev și au postat apoi un mesaj de la familia lui Sullivan, în care și-au exprimat recunoștința față de fanii săi pentru sprijinul lor. Membrii trupei au recunoscut într-o serie de interviuri că au considerat desființarea în acest moment. Cu toate acestea, pe 17 februarie 2010, Avenged Sevenfold a declarat că au intrat în studio, alături de fostul baterist din trupa Dream Theatre, Mike Portnoy, în locul lui The Rev. 
Single-ul Nighmare a fost lansat digital pe 18 mai 2010. O previzualizare pentru melodie a fost lansată pe 6 mai 2010 pe Amazon.com, dar a fost scoasă în curând, din motive necunoscute. Mixarea albumului a fost finalizată în New York City, iar "Nightmare" a fost lansat la nivel mondial pe 27 iulie 2010. Ea s-a întâlnit cu recenzii mixte și pozitive de la critici muzicieni, dar a fost bine primit de fani. "Nightmare" a bătut cu ușurință proiecțiile de vânzări, debutând pe locul 1 în Billboard 200, cu vânzări de 163.000 de unități în prima săptămână după lansare. După terminarea înregistrării, în decembrie, Portnoy și trupa au postat declarații simultane pe site-urile lor, declarând că nu va mai fi înlocuitorul lor pentru The Rev. Cu toate acestea, Portnoy a călătorit cu trupa în străinătate în decembrie 2010 pentru trei show-uri în Irak și Kuweit, sponsorizate de USO (United Service Organizations). Au cântat pentru "Soldiers at Camp Adder", "Camp Beuhring" și "Balad Air Base". Pe 20 ianuarie 2011, Avenged Sevenfold a anunțat prin intermediul Facebook că fostul toboșar din trupa Confide, Arin Ilejay, va începe să concerteze în turnee începând din acel an. Încă nu era considerat un membru cu normă întreagă în acest moment. 
Avenged Sevenfold a participat la festivalurile Rock am Ring și Rock im Park în perioada 3-5 iunie 2011, alături de alte formații precum: Alter Bridge, System of a Down și In Flames. În aprilie 2011, formația a fost nominalizată la premiile Golden God, susținută de revista Metal Hammer. În aceeași seară, trupa a câștigat trei premii pentru: Cel mai bun vocalist (M. Shadows), Cel/Cei mai bun(i) chitarist/chitariști Epiphone (Synyster Gates și Zacky Vengeance) și Albumul anului al lui Affliction pentru "Nightmare", în timp ce Mike Portnoy a câștigat premiul pentru: Cel mai bun toboșar al lui Drum Workshop pentru munca sa pe album. 
Avenged Sevenfold a susținut "Uproar Festival" din 2011 cu acte de sprijin: Three Days Grace, Seether, Bullet for My Valentine, Escape The Destiny, multe altele. În noiembrie și decembrie 2011, trupa a mers în turneul lor "Buried Alive" cu acte de sprijin: Hollywood Undead, Asking Alexandria și Black Veil Brides.

### Hail to the KingșiWaking the Fallen: Resurrected(2012–2014)
Pe 11 aprilie 2012, Avenged Sevenfold a câștigat premiul pentru "Cea mai bună trupă live" și "Cei mai mulți fani dedicați" la premiile "Revolver Golden Gods". Trupa a vizitat Asia în aprilie și la începutul lunii mai și au cântat la Festivalul "Orion Music + More", în zilele de 23 și 24 iunie, în Atlantic City, New Jersey, alături de Metallica și Cage the Elephant.
Pe 24 septembrie 2012, Avenged Sevenfold a lansat o melodie nouă, intitulată "Carry On"; a fost prezentat în jocul video "Call of Duty: Black Ops II". Pe 15 noiembrie 2012, vocalistul M. Shadows a spus că trupa a lucrat la un nou album de la înregistrarea single-ului "Carry On" în august 2012. În ianuarie 2013, trupa a inceput să înregistreze material pentru album. Iar apoi au început să desfășureze fragmente ale albumului, în mai 2013, pe noua lor aplicație radio. Acolo, Arin Ilejay a fost confirmat ca membru al trupei și înlocuirea decedatului The Rev. M. Shadows a spus că albumul va suna mai mult blues rock-influențat și mai mult ca rock clasic / metal ca Black Sabbath și Led Zeppelin.
Trupa a fost confirmată să cânte la Festivalul Rock in Rio 2013 pe 22 septembrie 2013. În data de 24 mai 2013, trupa a anunțat datele pentru turneul lor european cu Five Finger Death Punch și Device servind ca trupe de sprijin.
Albumul, numit Hail to the King, a fost lansat pe 27 august 2013. Acesta este primul album Avenged Sevenfold fără contribuții muzicale ale decedatului The Rev. "Hail to the King", care a ajuns pe locul 1 în topul Billboard 200, pe diagrama albumelor din Marea Britanie, precum și pe graficele finlandeze, braziliene, canadiene și irlandeze și a fost apreciat din punct de vedere comercial și critic. Trupa a fost nominalizată la Festivalul de muzică de doua zile de la Monster Energy Welcome to Rockville în Jacksonville, Florida, 26-27 aprilie 2014, alături de mai mult de 25 de trupe rock, precum și: Motörhead, Rob Zombie, Chevelle, Korn, Staind, Alter Bridge, The Cult, Five Finger Death Punch, Volbeat, Black Label Society și Seether.
În martie 2014, vocalistul M. Shadows a dezvăluit într-un interviu cu Loudwire că trupa a avut planuri în cadrul lucrărilor să pună ceva pentru aniversarea a 10 ani de la lasarea albumului Waking the Fallen. Waking the Fallen: Resurrected a fost lansat pe 25 august 2014. Reeditarea a fost cartografiată pe locul 10 în Billboard 200 din SUA.

### Schimbarea toboșarului,The Stageși al 8-lea album de studio (2015-prezent)
În octombrie 2014, M. Shadows a confirmat că trupa va începe să scrie cel de-al șaptelea lor album în mijlocul anului 2015.
În iulie 2015, formația a anunțat pe site-ul lor că vor participa cu bateristul Arin Ilejay, datorită "diferențelor creative". În octombrie 2015, formația a anunțat pe site-ul lor că lucrează cu un nou baterist timp de mai mult de un an, asigurându-se că este o potrivire mai bună, înainte de a face schimbări bruște. Pe 21 octombrie, într-un interviu cu revista Kerrang!, chitaristul Zacky Vengeance a dezvăluit că trupa a lucrat la noul album în ultimele două luni și că câteva cântece fuseseră deja scrise complet. Pe 4 noiembrie 2015, trupa a anunțat că Brooks Wackerman îl va înlocui pe Arin Ilejay ca baterist pentru Avenged Sevenfold. Într-un interviu cu revista Kerrang! pe 3 decembrie, chitaristul Zacky Vengeance a spus că noul album a mers în tot felul de direcții agresive și melodice și l-a descris ca fiind foarte "aggro". 
Pe 14 ianuarie 2016, Billboard a raportat că Avenged Sevenfold a fost dat în judecată de Warner Bros. pentru că a încercat să părăsească casa de discuri. Trupa a lansat ulterior o declarație care clarifică faptul că au vrut să plece, deoarece majoritatea directorilor care au ajutat la semnarea trupei la Warner Bros. nu mai erau la casa de discuri. Ei au dezvăluit, de asemenea, că trupa va intra în studio pentru a-și înregistra noul album foarte curând, intenționând să-l lanseze mai târziu în 2016. Pe 31 martie, trupa a publicat pe site-ul lor un anunț despre viitorul lor album. 
Pe 18 august 2016, trupa a realizat un spectacol live pentru 1500 de oameni din Minnesota, marcând prima interpretare live cu noul baterist Brooks Wackerman. Trupa a fost anunțată ca suport pentru Metallica cu Volbeat în Bank Stadium din SUA, pe 20 august 2016, devenind primul spectacol de rock pe stadion. Trupa a fost anunțată ca headliner la Monster Energy Rock Allegiance 2016, alături de Alice in Chains, Slayer, The Offspring, Breaking Benjamin și mulți alții. Avenged Sevenfold a mai concertat la festivalul "Louder Than Life" ca headlineri pe 1 octombrie, împreună cu Slipknot, Slayer, Disturbed, Korn și alții. Pe 21 iunie, trupa a anunțat un turneu de toamnă în SUA cu Volbeat, Killswitch Engage și Avatar. Trupa a anunțat, de asemenea, un turneu în Marea Britanie în ianuarie 2017 cu Disturbed și In Flames. Avenged Sevenfold a fost anunțat ca headliner al ediției din 2016 la Knotfest Mexic. Trupa a anunțat, de asemenea, turul european pentru februarie și martie 2017, împreună cu Disturbed și Chevelle. 
Pe 3 octombrie 2016, logo-ul trupei Deathbat a început să apară ca o proiecție în Londra. După aceasta, Deathbat a început să apară și în Berlin, Toronto și Paris, indicând lansarea noului album. Pe 12 octombrie, Chris Jericho a postat o fotografie pe Instagram a siglei Deathbat cu data de 12/9/16 sub ea. Apoi a dezvăluit titlul presupus al albumului "Voltaic Oceans". Ulterior, a fost dezvăluit că noul album va fi numit "The Stage", un album conceptual despre inteligența artificială, care a fost lansat pe 28 octombrie 2016, prin intermediul casei de discuri, Capitol Records. Albumul a fost lansat la recenzii, în general, favorabile, iar trupa a decis să facă o producție unică pentru scenă, angajând regizorii de la Cirque du Soleil pentru realizarea sa. Avenged Sevenfold a fost anunțat ca principalul act de sprijin la turneul de vară al trupei Metallica pe stadionul WorldWired 2017 din SUA și Canada, alături de Volbeat și Gojira. Trupa a anunțat, de asemenea, o serie de show-uri de vara în 2017 al turneului "The Stage World", cu Volbeat,  Motionless in White și A Day to Remember ca  invitați speciali în diferite date. 
La 22 decembrie 2017, trupa a lansat o ediție de lux pentru albumul The Stage, care a inclus o piesă originală nouă, șase cântece de acoperire și patru piese live din turneul lor european din acel an.  
Într-un interviu acordat lui Billboard, în decembrie 2017, M. Shadows a dezvăluit că trupa plănuiește "un mare turneu american de vară 2018" și că trupa va începe să lucreze la urmărirea lui "The Stage", la sfârșitul anului 2018.
Basistul Johnny Christ, într-un interviu din mai 2018, a confirmat că trupa primește în prezent idei și că scriu în propriile studiouri pentru a începe următoarea înregistrare în septembrie sau octombrie 2018. El a dezvăluit, de asemenea, că trupa va face o melodie pentru "Call of Duty: Black Ops 4" și că este programată pentru lansarea din iulie 2018. "End of the World tour" cu "Prophets of Rage" a fost anunțat mai târziu pentru vara anului 2018. Trupa a fost anunțată ca fiind unul dintre principalii headlineri la festivalurile Rock on the Range și Download din 2018, în plus față de apariția laHellfest, Graspop Metal Meeting, Rock am Ring și Rock im Park în același an. Datorită unei bășici de sânge care se formează în gâtul lui M. Shadows, trupa a anulat datele rămase din turneul lor de vară cu Prophets of Rage. 
Avenged Sevenfold a fost nominalizat la 60th Annual Grammy Awards în categoria: "Cel mai bun cântec rock" pentru The Stage.

## Membri
| Membri actuali - M. Shadows – vocal (1999 – prezent), chitară ritmică (1999 - 2000) - Synyster Gates – chitară, sprijin vocal (2001 – prezent) - Zacky Vengeance – chitară ritmică, sprijin vocal (2001 – prezent), chitară principală (1999 - 2001) - Johnny Christ – chitară bass, sprijin vocal (2003 - prezent) - Brooks Wackerman - tobe, percuție (2015 - prezent) Foști membri - Matt Wendt – chitară bas, sprijin vocal (1999 – 2000) - Justin Sane – chitară bas, sprijin vocal (2000 – 2001) - Dameon Ash – chitară bas, sprijin vocal (2001 – 2002) - The Rev – tobe, sprijin vocal (1999 – 2009; decedat în 2009) - Arin Ilejay – tobe (2011 – 2015) Membri de turnee/sesiune - Mike Portnoy – tobe (2010) |

## Discografie
Albume de studio
- Sounding the Seventh Trumpet (10 iunie 2001)
- Waking the Fallen (26 august 2003)
- City of Evil (6 iunie 2005)
- Avenged Sevenfold (30 octombrie 2007)
- Nightmare (27 iulie 2010)
- Hail to the King (27 august 2013)
- The Stage (28 octombrie 2016)
- Life Is but a Dream... (2 iunie 2023)

Albume live
- Live in the LBC & Diamonds in the Rough (16 septembrie 2008)
- Live at the GRAMMY Museum (8 decembrie 2017)

Compilații
- The Best of 2005-2013 (2 decembrie 2016)

EP-uri
- Warmness on the Soul (8 august 2001)
- Welcome to the Family (19 octombrie 2010)
- Black Reign (21 septembrie 2018)

## Premii
| An   | Lucrare                                              | Premiu                                           | Rezultat     |
| ---- | ---------------------------------------------------- | ------------------------------------------------ | ------------ |
| 2006 | Band: Avenged Sevenfold                              | MTV Music Awards: Best New Artist                | Câștigat     |
| 2006 | Band: Avenged Sevenfold                              | Golden God Awards: Best International Band       | Câștigat     |
| 2006 | Synyster Gates on City of Evil                       | Total Guitar: Guitarist of the Year              | Câștigat     |
| 2006 | Synyster Gates on City of Evil                       | Dimebag Darrell "Young Shredder" Award           | Câștigat     |
| 2006 | Band: Avenged Sevenfold                              | Kerrang! Awards: Best Band on the Planet         | Nominalizare |
| 2008 | Band: Avenged Sevenfold                              | Kerrang! Awards: Best International Band         | Nominalizare |
| 2008 | Band: Avenged Sevenfold                              | Kerrang! Awards: Best Live Band                  | Nominalizare |
| 2008 | Avenged Sevenfold                                    | Kerrang! Awards: Album of the Year               | Câștigat     |
| 2010 | The Rev on Nightmare                                 | Golden God Awards: Best Drummer                  | Câștigat     |
| 2010 | Band: Avenged Sevenfold                              | Kerrang! Awards: Best International Band         | Nominalizare |
| 2011 | Mike Portnoy on Nightmare                            | Golden God Awards: Best Drummer                  | Câștigat     |
| 2011 | Synyster Gates & Zacky Vengeance on Nightmare        | Golden God Awards: Best Guitarists               | Câștigat     |
| 2011 | M. Shadows on Nightmare                              | Golden God Awards: Best Vocalist                 | Câștigat     |
| 2011 | Nightmare                                            | Golden God Awards: Album of the Year             | Câștigat     |
| 2011 | Best Live Band                                       | Golden God Awards: Best Live Band                | Nominalizare |
| 2011 | Best Live Band                                       | Kerrang! Awards: Best Live Band                  | Nominalizare |
| 2011 | "Nightmare"                                          | Kerrang! Awards: Best Single                     | Nominalizare |
| 2011 | Nightmare                                            | Kerrang! Awards: Best Album                      | Nominalizare |
| 2011 | Band: Avenged Sevenfold                              | Kerrang! Awards: Best International Band         | Nominalizare |
| 2011 | "Buried Alive"                                       | Revolver Magazine: Song of the Year              | Nominalizare |
| 2012 | Best Live Band                                       | Golden God Awards: Best Live Band                | Câștigat     |
| 2012 | Most Dedicated Fans                                  | Golden God Awards: Most Dedicated Fans           | Câștigat     |
| 2013 | Carry On                                             | Golden God Awards: Song of the Year              | Nominalizare |
| 2013 | Hail to the King                                     | Loudwire Music Awards: Best Rock Song            | Câștigat     |
| 2013 | Hail to the King                                     | Loudwire Music Awards: Rock Album of the Year    | Nominalizare |
| 2013 | Avenged Sevenfold                                    | Loudwire Music Awards: Rock Band of the Year     | Câștigat     |
| 2013 | Avenged Sevenfold                                    | Loudwire Music Awards: Most Devoted Fans         | Nominalizare |
| 2014 | Most Dedicated Fans                                  | Golden God Awards: Most Dedicated Fans           | Câștigat     |
| 2014 | Hail to the King                                     | Golden God Awards: Album of the Year             | Nominalizare |
| 2014 | M. Shadows on Hail to the King                       | Golden God Awards: Best Vocalist                 | Nominalizare |
| 2014 | Synyster Gates & Zacky Vengeance on Hail to the King | Golden God Awards: Best Guitarists               | Câștigat     |
| 2014 | Arin Ilejay on Hail to the King                      | Golden God Awards: Best Drummer                  | Câștigat     |
| 2014 | Johnny Christ on Hail to the King                    | Golden God Awards: Best Bassist                  | Nominalizare |
| 2014 | Hail to the King                                     | Golden God Awards: Song of the Year              | Nominalizare |
| 2014 | Avenged Sevenfold                                    | Golden God Awards: Best International Band       | Câștigat     |
| 2016 | Synyster Gates & Zacky Vengeance on The Stage        | Total Guitar: Best Metal Guitarists in the World | Câștigat     |
| 2017 | Avenged Sevenfold                                    | Golden God Awards: Best International Band       | Câștigat     |
| 2017 | The Stage                                            | Loudwire Music Awards: Metal Album of the Year   | Câștigat     |
| 2018 | The Stage                                            | Grammy Awards: Best Rock Song                    | Nominalizare |